# Ptychalaea dedecora
Ptychalaea dedecora es una especie de molusco gasterópodo de la familia Pupillidae en el orden de los Stylommatophora.
Véase: Vertigo dedecora Pilsbry, 1902

## Distribución geográfica
Es  endémica de Japón.  